# Калужское авиационное лётно-техническое училище
Калужское авиационное лётно-техническое училище Центрального Совета РОСТО (КАЛТУ) — средне-техническое учебное заведение, осуществлявшее подготовку лётчиков (пилотов), авиатехников, пилотов-инструкторов для Военно-воздушных сил СССР, Военно-воздушных сил Российской Федерации, гражданской авиации, различных спортивных обществ занимающихся авиационным спортом, в том числе и ДОСААФ.

## История
- Свою историю училище ведёт от планерной школы в Старом Крыму и Калужского авиационного спортивного клуба имени К. Э. Циолковского. Формирование Центральной планерной школы (ЦПШ) было начато в феврале 1949 года согласно Постановлению СМ СССР. ЦПШ базируется в Калуге на пересечении улиц Кирова и Театральной, в конце декабря 1959 года школу переводят в посёлок Грабцево Калужской области.
- В 1949 г. планёрный спорт включается в Единую Всесоюзную спортивную классификацию. Начинают проводить чемпионаты СССР по планёрному спорту и ЦПШ ДОСАВ активно готовит лётчиков-планеристов, инструкторов-планеристов.
- В 1951 году в связи с основанием ДОСААФ[1] получает название ЦПШ ДОСААФ СССР.
- По решению ЦК ДОСААФ в марте 1957 года школа начинает осваивать вертолёт Ми-1 и производит обучение лётчиков, инструкторов-лётчиков вертолёта. Вертолетный спорт являлся на тот период самым молодым видом спорта в мире, поэтому желающих поступить в школу больше, чем учебных мест. Тем не менее здесь организована (одной из первых в СССР) экспериментальная учебная группа из пяти женщин — будущих пилотов вертолёта[2][3].

В этом же году школу переименовывают в Центральную планерную вертолётную школу ДОСААФ СССР (ЦПВШ).
- В феврале — марте 1964 года на ЦПВШ перебазируют Саранскую ЦОЛТШ (Центральная объединённая лётно-техническая школа 1935—1964 гг.)[4][5] .

Школе было присвоено имя Центральная объединённая лётно-техническая школа ДОСААФ СССР.
Здесь также (по сложившейся традиции) формируется женская группа, которая осваивала реактивные самолёты МиГ-15бис.
- На основании постановления Совета министров СССР от 28 августа 1970 года № 700 на базе школы было создано Калужское авиационно-техническое училище ДОСААФ СССР (КАТУ) [7].
- Согласно Постановлению бюро правления Центрального Совета РОСТО (ДОСААФ) № ? от 22 апреля 1993 года на базе КАТУ было создано Калужское авиационное лётно-техническое училище РОСТО (КАЛТУ).

Училище готовило специалистов по программам:
- Летная эксплуатация летательных аппаратов
- Техническое обслуживание летательных аппаратов и авиационных двигателей
- Техническая эксплуатация электрифицированных и пилотажно-навигационных комплексов
- Техническая эксплуатация транспортного радиооборудования

В 2010 г. состоялся последний выпуск в училище.

## Текущее состояние
В сентябре 2001 года на базе Калужского авиационного лётно-технического училища и Грабцевской средней школы был создан правовой кадетский класс от Калужского филиала Российской Правовой Академии.
Озвучивались планы о создании на базе Калужского авиационного лётно-технического училища (КАЛТУ) РОСТО летного факультета одного из московских ВУЗов, а также создания авиашколы АК «Аэрофлот-РАЛ» для подготовки пилотов для АК. 
с 21 июня 2012 года под руководством начальника училища, совместно с Федеральным государственным унитарным предприятием «Авиапромсервис», Московским авиационным институтом, и рядом авиационных предприятий и учреждений РФ анонсировалось начало работ по восстановлению деятельности училища с учётом современных требований к подготовке авиационных специалистов для ВПК ДОСААФ России.
В начале 2024 года в Министерстве образования и науки Калужской области дали журналистам комментарий, что восстановления Калужского авиационного лётно-технического училища (КАЛТУ) о не планируется, а подготовка авиационных специалистов ("в том числе по беспилотным системам") может вестись в  в Федеральном технопарке профессионального образования, который был создан в сентябре 2023 года на Правобережье Калуги.
По состоянию на 2025 год большая часть зданий КАЛТУ не используется и постепенно разрушается. Объявлено, что до 31 января 2025 года будут снесены два здания вещевых складов Калужского авиационного летно-технического училища на улице Курсантов. 

## Известные выпускники
- Капанина, Светлана Владимировна;
- Мамистов, Михаил Владимирович;
- Савицкая, Светлана Евгеньевна — советский космонавт, лётчик-испытатель, полковник Военно-воздушных сил Советского Союза. Вторая в мире женщина-космонавт после Валентины Терешковой. Первая в мире женщина-космонавт, вышедшая в открытый космос[13][14]
- Смирнов, Владимир Леонидович;
- Федоренко, Светлана Васильевна;
- Шполянский, Олег Вячеславович;
- Крикалёв Сергей Константинович — советский и российский авиационный спортсмен и космонавт, с октября 2005 до июня 2015 года — рекордсмен Земли по суммарному времени пребывания в космосе (803 дня за шесть стартов).
- Глазкова (Морохова, Немкова), Любовь Георгиевна (жена космонавта Глазкова Ю. Н.) — абсолютная чемпионка мира по высшему пилотажу на Су-27 в женском зачете (1986 год)[15], Заслуженный мастер спорта СССР
- Смирнов Валерий Александрович — шестикратный чемпион мира по вертолётному спорту (впервые получил титул на Ми-2 польского производства)[16][17]
- Копец Инна Андреевна пятнадцатикратная рекордсменка мира по вертолётному спорту на вертолётах Ми-8 и Ми-26 (женских экипажей)[18][19]
- Якубович Леонид Аркадьевич — советский и российский телеведущий, актёр, сценарист, прозаик и телепродюсер, подполковник ВВС запаса, получивший первое офицерское звание, пройдя обучение на военной кафедре Московского инженерно-строительного института. В 2001 году прошёл обучение в Калужском авиационном училище, получив навыки пилотирования лёгкомоторных самолётов.
- Мукашев, Нигметулла Халидуллаевич-выпускник 1988 года